# (6202) Georgemiley
(6202) Georgemiley es un asteroide perteneciente al cinturón de asteroides, región del sistema solar que se encuentra entre las órbitas de Marte y Júpiter, descubierto el 26 de marzo de 1971 por Cornelis Johannes van Houten en conjunto a su esposa también astrónoma Ingrid van Houten-Groeneveld y el astrónomo Tom Gehrels desde el Observatorio del Monte Palomar, Estados Unidos.

## Designación y nombre
Designado provisionalmente como 3332 T-1. Fue nombrado Georgemiley en homenaje a George Kildare Miley por su vinculación de 25 años con el Observatorio de Leiden. Científico sénior en el Instituto de Ciencia del Telescopio Espacial desde 1984 hasta 1988, ejerció como profesor en Leiden desde 1988. Su investigación ha incluido investigaciones sobre las propiedades de radio, ópticas, infrarrojas y de rayos X de las galaxias activas. Instigó una extensa nueva encuesta de radio del cielo del norte y en 1989 descubrió la galaxia 4C 41.17 con el mayor desplazamiento al rojo conocido.

## Características orbitales
Georgemiley está situado a una distancia media del Sol de 2,324 ua, pudiendo alejarse hasta 2,831 ua y acercarse hasta 1,816 ua. Su excentricidad es 0,218 y la inclinación orbital 1,559 grados. Emplea 1294,10 días en completar una órbita alrededor del Sol.

## Características físicas
La magnitud absoluta de Georgemiley es 14,5. Tiene 2,485 km de diámetro y su albedo se estima en 0,482.